# Castrosua Tempus
De Castrosua Tempus hybride is een bustype van de Spaanse busfabrikant Carrocera Castrosua. De Castrosua Tempus werd in 2008 geïntroduceerd en is in twee varianten verkrijgbaar. Dit bustype is een plug-inhybride met een generator aan boord voor als de accu's op zijn. In een 12m standaardversie en een 10m midibusversie. De Castrosua Tempus heeft drie verschillende aandrijvingen:
- Elektrisch - diesel
- Elektrisch - cng
- Elektrisch - lpg

## Inzet
Dit bustype wordt vooral ingezet bij verschillende vervoerders in Spanje. Onder andere EMT Madrid heeft enkele bussen rondrijden. In 2012 bestelde EMT Madrid dertien 12m-elektrisch-cng-bussen.
| Bedrijf    | Aantal | Type                | Series    | Inzet  | Opmerking |
| Spanje     | Spanje | Spanje              | Spanje    | Spanje | Spanje    |
| ---------- | ------ | ------------------- | --------- | ------ | --------- |
| EMT Madrid | 23     | 12 m elektrisch-cng | 9301-9323 | Madrid |           |